# Sandstorm (Lied)
Sandstorm (englisch für „Sandsturm“) ist ein Instrumental-Lied des finnischen DJs Darude. Der Song ist die erste Singleauskopplung seines Debütalbums Before the Storm und wurde am 26. Oktober 1999 in Finnland veröffentlicht. Im Jahr 2000 erschien der Titel weltweit als Single und wurde ein kommerzieller Erfolg. Später wurde er als Internetphänomen populär.

## Musikstil und Produktion
Sandstorm ist dem elektronischen Musikgenre Trance zuzuordnen und ein reines Instrumentalstück. Der Song wurde von dem finnischen Musikproduzenten JS-16 produziert, während Darude als Autor des Liedes fungierte.

## Musikvideo
Bei dem zu Sandstorm in Helsinki gedrehten Musikvideo führte Juuso Syrjä Regie. Es verzeichnet auf YouTube über 272 Millionen Aufrufe (Stand April 2024). Das Video zeigt eine Frau, die mit einem Koffer vor zwei Sicherheitskräften (ein Mann und eine Frau) davonläuft. Dabei kommt sie an verschiedenen Orten von Helsinki, darunter der Dom, der Senatsplatz und ein Park, vorbei. Zudem ist Darude zu sehen, der mit einer Sonnenbrille und Kopfhörern an diversen Orten der Verfolgungsjagd auftaucht. Schließlich stürzt die Frau mit dem Koffer auf einer Bahnschiene und droht gefasst zu werden. In dem Moment wendet sich jedoch die Frau des Sicherheitsdiensts gegen ihren Kollegen und tritt diesen bewusstlos. Nun flüchten beide Frauen gemeinsam mit dem Koffer und gelangen zu einer Yacht, auf der sich Darude befindet. Zu dritt fahren sie aufs Meer hinaus.

## Single

### Covergestaltung
Das Singlecover der finnischen Version zeigt eine Sanddüne und dunkelblauen Nachthimmel. Links im Bild befinden sich die weißen Schriftzüge Darude und Sandstorm. Auf dem deutschen Singlecover sind die Schriftzüge Darude in Gelb und Sandstorm in Weiß zu sehen. Der Hintergrund besteht aus Sand.

### Titellisten
Finnische Version
1. Sandstorm (Radio Edit) – 3:46
2. Sandstorm (Original Mix) – 7:21
3. Sandstorm (JS16 Remix) – 7:24

Deutsche Version
1. Sandstorm (Radio Edit) – 3:46
2. Sandstorm (Original Mix) – 7:21
3. Sandstorm (Ariel’s Remix) – 6:39
4. Sandstorm (Terpsichord Remix) – 7:01
5. Sandstorm (JS16 Remix) – 7:24

### Chartplatzierungen
Sandstorm stieg am 4. September 2000 auf Platz zehn in die deutschen Singlecharts ein und erreichte zwei Wochen später mit Rang sechs die höchste Position. Insgesamt hielt sich der Song 17 Wochen lang in den Top 100, davon acht Wochen in den Top 10. Die Chartspitze belegte die Single in Kanada und Norwegen. Weitere Top-10-Platzierungen gelangen unter anderem im Vereinigten Königreich, in Finnland, Schweden, der Schweiz und den Niederlanden. In den deutschen Single-Jahrescharts 2000 erreichte das Lied Platz 38.
| ChartsChartplatzierungen       | Höchstplatzierung | Wochen |
| ------------------------------ | ----------------- | ------ |
| Deutschland (GfK)              | 6 (17 Wo.)        | 17     |
| Finnland (IFPI)                | 3 (42 Wo.)        | 42     |
| Österreich (Ö3)                | 13 (15 Wo.)       | 15     |
| Schweiz (IFPI)                 | 8 (27 Wo.)        | 27     |
| Vereinigte Staaten (Billboard) | 83 (10 Wo.)       | 10     |
| Vereinigtes Königreich (OCC)   | 3 (22 Wo.)        | 22     |

| ChartsJahrescharts (2000)    | Platzierung |
| ---------------------------- | ----------- |
| Deutschland (GfK)            | 38          |
| Schweiz (IFPI)               | 52          |
| Vereinigtes Königreich (OCC) | 19          |

### Auszeichnungen für Musikverkäufe
Sandstorm erhielt im Jahr 2000 in Deutschland für mehr als 250.000 Verkäufe eine Goldene Schallplatte. In den Vereinigten Staaten wurde es 2020 für über eine Million verkaufte Einheiten mit einer Platin-Schallplatte ausgezeichnet, während das Lied 2021 im Vereinigten Königreich Doppel-Platin für mehr als 1,2 Millionen verkaufte Exemplare erhielt.
| Land/Region                  | Auszeichnungen für Musikverkäufe (Land/Region, Auszeichnung, Verkäufe) | Verkäufe  |
| ---------------------------- | ---------------------------------------------------------------------- | --------- |
| Dänemark (IFPI)              | Platin                                                                 | 90.000    |
| Deutschland (BVMI)           | Gold                                                                   | 250.000   |
| Finnland (IFPI)              | Platin                                                                 | 13.025    |
| Neuseeland (RMNZ)            | 2× Platin                                                              | 60.000    |
| Schweden (IFPI)              | Gold                                                                   | 15.000    |
| Spanien (Promusicae)         | Gold                                                                   | 30.000    |
| Vereinigte Staaten (RIAA)    | Platin                                                                 | 1.000.000 |
| Vereinigtes Königreich (BPI) | 2× Platin                                                              | 1.200.000 |
| Insgesamt                    | 3× Gold · 7× Platin ·                                                  | 2.658.025 |

## Internetphänomen
Spätestens ab 2013 wurde Sandstorm zu einem viralen Video, nachdem das Lied in Livestreams als Hintergrundmusik lief. Viele Zuschauer fragten nach dem Namen des Titels, was dann mit „Darude – Sandstorm“ beantwortet wurde. Seitdem ist dieser Ausdruck als Meme bekannt. Als Aprilscherz 2015 zeigte YouTube bei jeder Suche nach Musik die Meldung „Meinten Sie Darude – Sandstorm“, unabhängig davon, ob es sich tatsächlich um dieses Lied handelte. Internetnutzer beantworten in den Kommentaren Fragen nach einem unbekannten Hintergrundlied in YouTube-Videos auch oft mit diesem Lied. Allein im Jahr 2014 wurde die Anzahl der Klicks des zugehörigen Musikvideos dadurch mehr als verdoppelt.